# Tetralonioidella pendleburyi
Tetralonioidella pendleburyi är en biart som först beskrevs av Cockerell 1926.  Tetralonioidella pendleburyi ingår i släktet Tetralonioidella och familjen långtungebin. Inga underarter finns listade i Catalogue of Life.